# Andrea Riseborough
Andrea Louise Riseborough (Newcastle, 20 de novembro de 1981) é uma atriz britânica. Ela é mais conhecida pelos seus papéis como Victoria Olsen em Oblivion, Svetlana Alliluyeva em A Morte de Stalin, Marilyn Barnett em A Guerra dos Sexos, recentemente Detetive Muldoon em O Grito e Leslie Rowlands em To Leslie. Por sua performance em To Leslie, recebeu aclamação da crítica especializada e foi indicada ao Oscar 2023 de Melhor Atriz. 

## Filmografia

### Cinema
- 2006 : Venus : une actrice
- 2007 : Magicians : Dani
- 2008 : Love You More : Georgia
- 2008 : Be Happy : Dawn
- 2009 : Mad Sad & Bad : Julia
- 2010 : Never Let Me Go : Chrissie
- 2010 : We Want Sex Equality : Brenda
- 2010 : Brighton Rock : Rose
- 2011 : W.E. : Wallis Simpson
- 2011 : Résistance : Sarah
- 2012 : Shadow Dancer : Colette McVeigh
- 2012 : Disconnect : Nina Dunham
- 2013 : Welcome to the Punch : Sarah Hawks
- 2013 : Oblivion : Victoria
- 2014 : Birdman
- 2017 : Battle of the Sexes
- 2018 : Burden
- 2020 : The Grudge
- 2022 : To Leslie

### Televisão
- 2005 : A Very Social Secretary : Amanda
- 2005 : Whatever Love Means : Anna Wallace
- 2005 : Doc Martin : Samantha (1 episodio)
- 2006 : The Secret Life of Mrs. Beeton : Myra
- 2007 : Party Animals : Kristy MacKenzie (8 episodios)
- 2008 : Being Human : Annie (1 episodio)
- 2008 : Margaret Thatcher: The Long Walk to Finchley : Margaret Thatcher
- 2008 : The Devil's Whore : Angelica Fanshawe (4 episodios)